# Cottingham (Northamptonshire)
Cottingham – wieś w Anglii, w hrabstwie Northamptonshire, w dystrykcie (unitary authority) North Northamptonshire. Leży 32 km na północ od miasta Northampton i 119 km na północ od Londynu. Miejscowość liczy 912 mieszkańców.